# Beausoleil (Alpes-Maritimes)
Beausoleil település Franciaországban, Alpes-Maritimes megyében. Lakosainak száma 12 430 fő (2022. január 1.). Beausoleil Peille, Roquebrune-Cap-Martin, La Turbie és Commune of Monaco községekkel határos.

## Népesség
A település népességének változása:
| Lakosok száma | 14 144 | 11 664 | 12 326 | 13 416 | 13 279 | 13 625 | 13 607 | 13 358 | 13 153 | 12 430 |
|               | 1968   | 1982   | 1990   | 2006   | 2013   | 2015   | 2017   | 2019   | 2020   | 2022   |